# 라이젠

AM4 소켓의 모습.

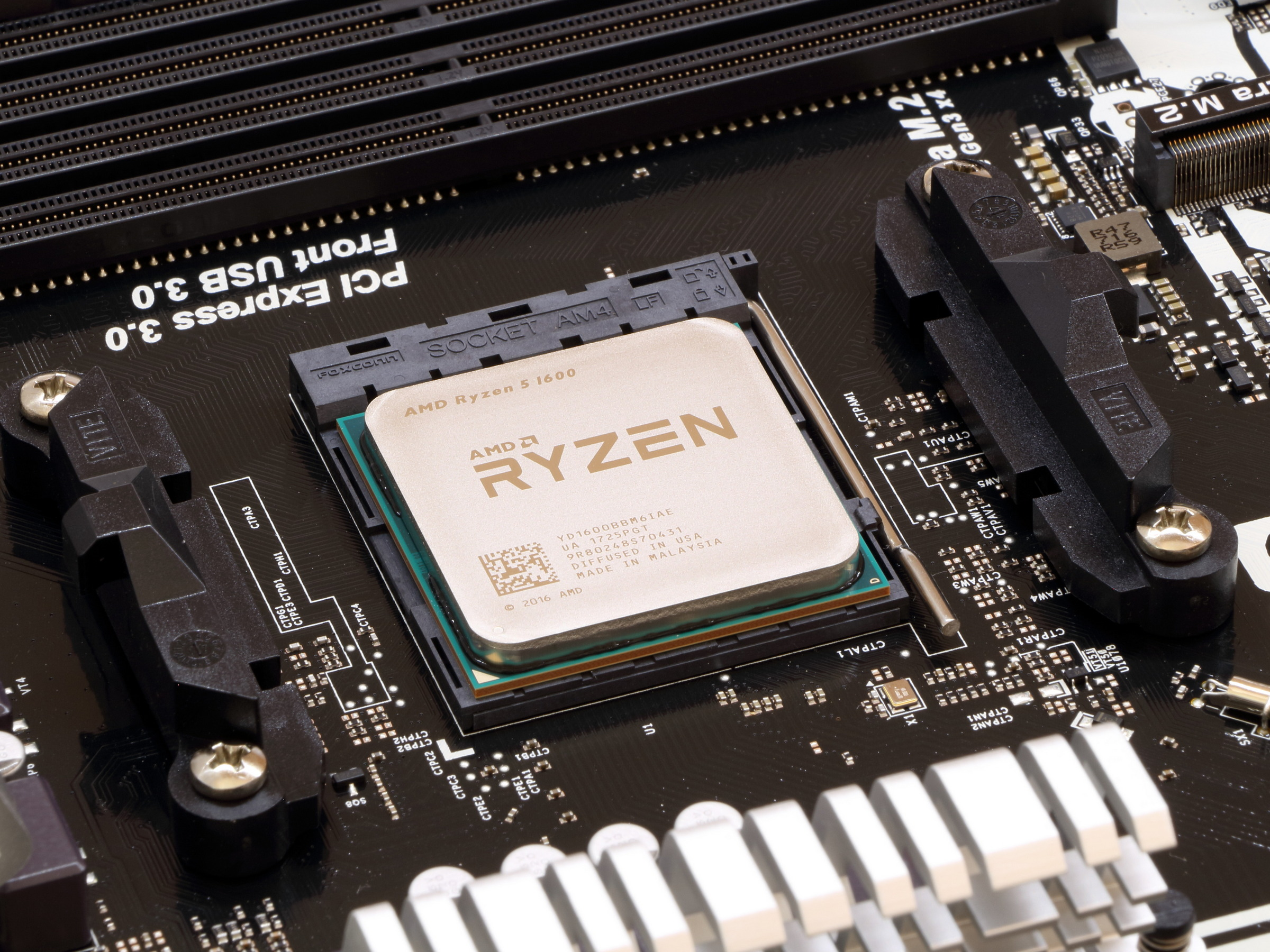
라이젠 메인보드의 모습

라이젠(Ryzen) 또는 AMD 라이젠은 젠 1, 젠 플러스와 젠 2 아키텍처를 기반으로 하여, AMD가 제조하는 컴퓨터 마이크로프로세서 시리즈에 적용하는 브랜드 이름이다. 젠으로 구동되는 라이젠 프로세서들은 데이터 센터나 서버에 목표를 두지 않고 소비자와 직접 접촉하면서, 고성능 컴퓨팅을 지향하는 HEDT(고성능 데스크탑) 시장부터 저전력 컴퓨팅을 지향하는 노트북 탑재용 모바일 프로세서 시장을 목표로 한다. 라이젠은 전작인 AMD FX 시리즈가 출시된 지 6년 만에 뒤를 이어 출시되었으며, 인텔의 인텔 코어 i 시리즈에 대응한다.2017년 2월 24일, 라이젠 7의 발매 전, AMD의 주가가 600% 상승하였다. 2017년 7월 26일. AMD는 2017년도 2분기 실적 발표에서 앞서 발매한 라이젠 7과 라이젠 5의 판매 이후로 매출이 59%까지 올랐다고 보고했다. 전작인 AMD FX 부진 이후, AMD는 X86-64 CPU 시장에서 성공을 거두고 있다.
그 동안 시장 점유율 70% 정도를 독식해왔던 인텔의 아성에 도전장을 던지면서, 0.8%에 불과했던 점유율이 2분기에 들어서는 25%로 급부상한 셈이다.
2018년, AMD는 CPU 젠 코어와 GPU 라데온 베가를 통합한 라이젠 5 2400G와 라이젠 3 2200G를 정식 발표했다. 그리고 레이븐 릿지를 시작으로 기존의 AMD APU 브랜드를 라이젠 브랜드로 통합했다.

## 개발 배경
AMD는 전세대 아키텍처인 불도저 아키텍처를 기반으로 한 AMD FX 시리즈가 경쟁작인 인텔 샌디브리지 아키텍처 기반의 인텔 코어 i 시리즈에 참담히 밀리면서, 5년 동안 HEDT(고성능 데스크탑) 시장에 제품을 출시하지 못했다. 이에 AMD는 과거 전성기를 이끌었던 애슬론 64와 x86-64 아키텍처의 설계를 맡았던 엔지니어 짐 켈러를 재고용한 뒤, 2012년부터 젠 아키텍처를 개발하기 시작했다. 짐 켈러와 하드웨어 부문을 맡고 있던 수석 부사장 마크 페이퍼마스터는 모듈로 구성된 불도저 아키텍처의 CMT 구조가 아닌 전통의 SMT 구조로 회귀하는 것을 목표로 개발을 했었다.
2016년 4월, AMD는 타이완에서 개최된 컴퓨텍스 2016 이벤트에서 젠 아키텍처의 존재를 처음으로 공개하고, HEDT(고성능 데스크탑) 시장을 목표로 하는 코드명 서밋 리지 프로세서가 2016년 4분기 발매를 목표로 하고 있다고 밝혔다. 그 후, 2016년 8월 미국 샌프란시스코에서 열린 핫 칩스 컨퍼런스에서 코어 당 성능 향상을 40% 이상 상승시켰고, 자세한 성능에 대해 공개했다. 그리고 발매일을 2017년 1분기로 연기했다. 라이젠은 2016년 12월 13일 AMD는 미국 텍사스주 오스틴에서 뉴 호라이즌 컨퍼런스 개최해 서밋 릿지의 정식 발매명인 라이젠을 공개하고, 5가지 주요 기능들을 공식 발표했다.

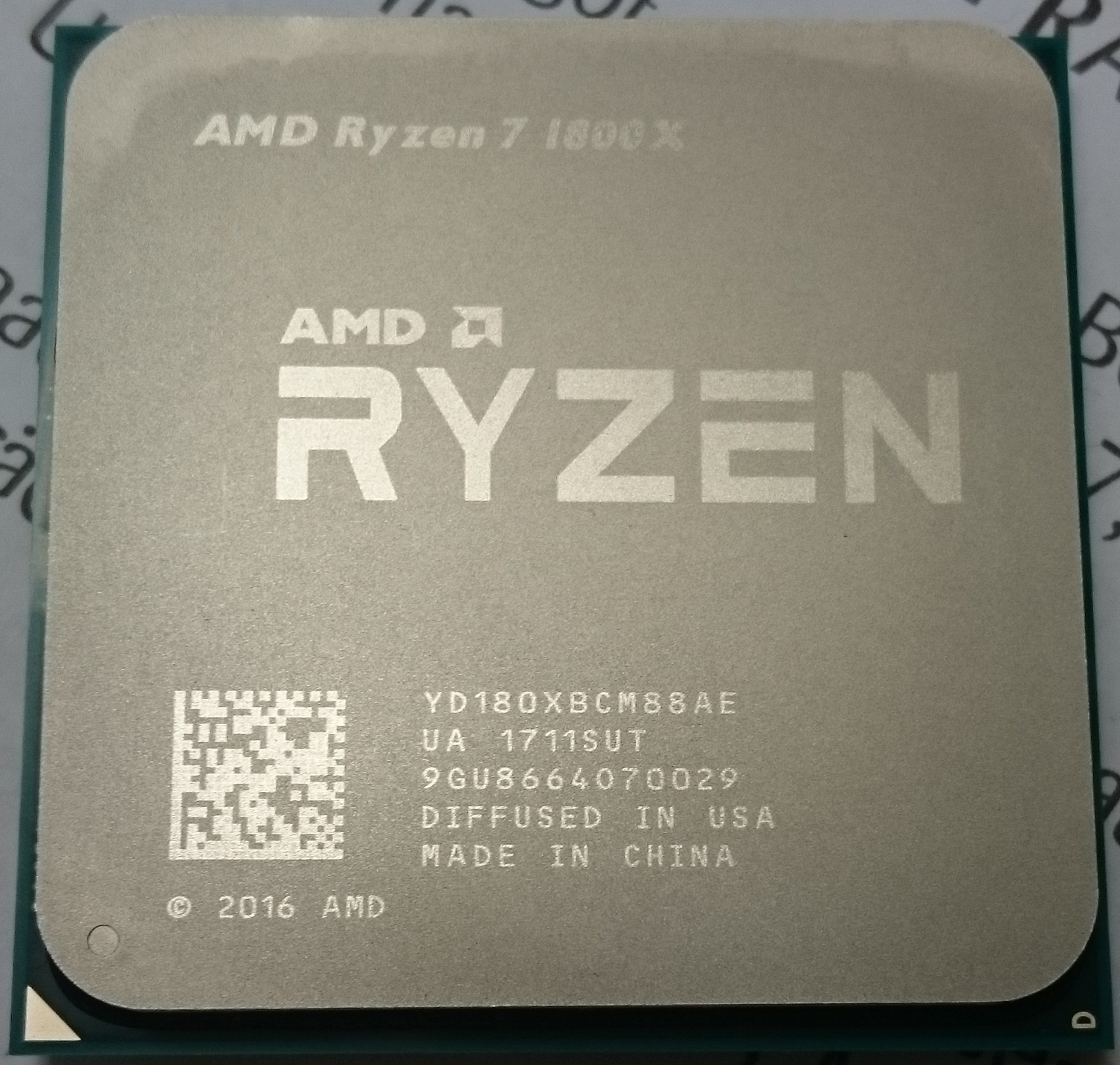
Ryzen 7 1800X

## 기능
라이젠은 AI(인공 지능) 기술이 접목된 센스 MI (Sense MI) 기술 5가지를 공개했다.
퓨어 파워 (Pure Power): 라이젠에 탑재된 100개 이상의 센서를 통해서 정밀하게 전압, 전류, 온도 감지를 측정할 수 있다. 측정된 데이터를 기반으로 최적의 전압, 클럭 주파수, 운용 모드 등을 설정해 같은 클럭 속도에서 전력 소모를 최소화할 수 있다. 작동 시 프리시전 부스트와 연계하여 작동한다. APU 카리조에서 시범도입된 적이 있다.
프리시전 부스트 (Precision Boost): 통합 센서를 통해 수집되는 데이터를 분석한 뒤, 수집한 데이터를 기반으로 초당 최대 1,000회, 25MHz 단위로 정밀하게 클록 속도 조절을 조절해, 같은 소비 전력에서 더 높은 클럭 속도를 실행할 수 있다.
XFR (Extend Frequency Range): 퓨어 파워에서 시스템에 탑재된 냉각 기능을 이용해 프로세서의 발열이 허용치 이상 올라갔을 때 자동으로 감지해 온도를 낮췄다면, 이와는 반대로 프로세서의 온도가 허용치보다 낮을 때, 프로세서의 클럭 속도를 허용치까지 올릴 수 있게 한다. 일종의 자동 오버클럭 기능이다. 라이젠의 프로세서마다 XFR 작동 속도가 다르게 적용된다.
신경망 예측 (Neural Net Prediction): 프로세서에 탑재된 인공지능 신경망을 이용해 과거에 실행했던 애플리케이션 기록과 프로세서의 프로그램 코드를 분석하여 최적의 작업 경로를 찾을 수 있도록 예측한다. 해당 기능은 저전력 아키텍처인 밥캣에서 먼저 적용된 적이 있다.
스마트 프리패치 (Smart Prefetch): 프로세서가 작업을 처리할 때 필요한 데이터가 알맞는 때에 도착할 수 있게 할 수 있게 해주는 기능이다. L2 캐시와 L3 캐시에 도착하는 데이터가 너무 많거나 한 쪽으로 몰리는 등 데이터 처리를 처리하는데 차질이 없게 하도록, 코드를 먼저 분석해 데이터의 접속 위치를 예측하고, 학습 알고리즘을 이용해서 데이터의 접속 위치를 학습한다. 이 과정을 반복해 데이터의 실행 코드를 요청하기 전에 데이터를 캐시 미리 배치할 수 있다.
이외에도 모든 프로세서가 배수락이 해제되어 오버클럭 가능하다.

## 특징

### 라이젠 (소비자용 데스크탑)
라이젠 프로세서들은 내장 GPU를 제외하고 외부 전용 그래픽에 의존한다는 점에서 내장 GPU가 탑재된 APU와는 설계 방식이 다르다고 밝혔다. 라이젠은 그동안 젠 아키텍처의 목표였던 코어 당 성능 40% 향상을 52%로 목표치를 초과달성했다. 발매된 라이젠 프로세서는 배수락이 해제되어 모두 오버클럭이 가능하다. 프로세서 중 X 모델과 논 X 모델의 차이는 자동 오버클럭 기능인 XFR의 효율 차이다. X 모델들은 최대 100 MHz까지 오버가 가능하지만, 논 X 모델들은 최대 50 MHz까지만 오버가 가능하다. 전제품 DDR4만 있으며 32비트 설치는 지원하지 않는다. 라이젠의 모든 프로세서들은 배수락이 해제되어 오버클럭이 가능하다.

#### 라이젠 스레드리퍼
라이젠 스레드리퍼 (Ryzen Threadripper)는 AMD CPU 최초로 인텔의 코어 익스트림 라인업에 대응하는 HEDT 라인업이다. 8코어 16스레드, 12코어 24스레드, 16코어 32스레드,24코어 48쓰레드, 32코어 64쓰레드, 64코어 128쓰레드로 개발되었다. 라이젠 스레드리퍼의 플래그쉽 모델인 라이젠 스레드리퍼 1950X는 2017년 8월 기준 소비자용 프로세서 중 최대 코어 수와 스레드 수인 16코어 32스레드를 지원한다. 라이젠 스레드리퍼의 소켓은 PGA 방식의 AM4가 아닌 LGA 방식을 채택한 TR4를 적용했다. 이는 AMD의 서버용 프로세서인 에픽의 소켓과 동일하다. 1950X와 1920X는 2017년 8월 10일 출시할 예정이며 1900X는 8월 31일 출시 예정이다.
라이젠 스레드리퍼의 제품 패키징은 기존의 라이젠 라인업과 다르게 검은색의 전용 박스로 공개되었다. 그리고 번들 쿨러는 포함되지 않으며 브라켓만 포함되어 있다. AMD의 CEO인 리사 수 박사는 라이젠 스레드리퍼 1950X가 인텔 코어 i9 7900X 대비 이미지 블랜더에서 24% 성능이 높다고 했으며, 시네벤치에서 38% 앞선다고 밝혔다. 하위 제품인 라이젠 스레드리퍼 1920X도 인텔 코어 i9 7900X를 시네벤치에서 11% 앞선다고 발표했다. 동시에 전력 소모량은 낮으며, 전력 대비 성능은 29% 더 효율적이라고 했다. 기존의 라이젠 라인업과 가장 큰 차이점은 RAM 채널의 개수를 최대 쿼드 채널까지 지원하고, PCI-E 레인의 개수를 64레인까지 지원한다.

#### 라이젠9
라이젠9(ryzen 9) 은 2종, 3900x 3950x 가 있으며 각각 12/24 16/32이다. 경쟁작은 인텔 i9 라인업이다.

#### 라이젠 7
라이젠 7 (Ryzen 7)은 3종의 8 코어 16 스레드로 개발되었으며, 경쟁작은 인텔 코어 i7 라인업이다. AMD는 라이젠 7의 플래그쉽 프로세서인 라이젠 7 1800X는 경쟁작인 인텔 코어 i7 6900K를 성능점수, 비디오 코딩, 이미지 렌더링 등의 항목에서 동급이거나 약간 앞서는 벤치마크를 공개했다. 그럼에도 가격은 경쟁작 대비 반값 이하로 맞춰 가격 경쟁력을 갖췄다고 AMD의 CEO인 리사 수 박사가 주장했다. 라이젠 7의 제품 패키징도 이어 공개했다. 라이젠 7 프로세서 중 X 제품인 라이젠 7 1800X와 라이젠 7 1700X는 제품 상자 측면에 주황색이 들어가 있으며, 140W까지 대응하는 번들 쿨러로 레이스 맥스 쿨러가 선택적으로 포함되었다. 논 X 제품인 라이젠 7 1700은 95W까지 대응하는 번들 쿨러인 레이스 스파이어가 포함되었다. 라이젠 7은 2017년 3월 2일에 전세계 동시발매되었다.

#### 라이젠 5
라이젠 5 (Ryzen 5)는 2종의 6 코어 12 스레드와 2종의 4 코어 8 스레드로 개발되었으며, 경쟁작은 인텔 코어 i5 라인업이다. AMD의 유튜브 영상에서 공개된 바로는 라이젠 5는 4 코어 8 스레드 모델과 6 코어 12 스레드 모델로 출시된다고 했다. 라이젠 5의 플래그쉽 프로세서인 라이젠 1600X가 경쟁작인 인텔 코어 i7 7700K를 시네벤치에서 최대 69%의 성능을 발휘한다고 밝혔다. 이외에도, 렌더링 데모, 게임 프레임테스트에서도 i7 7700K를 앞선다고 했다. 라이젠 7과 마찬가지로 라이젠 5의 제품 패키징도 동일하게 제작되며, 라이젠 5의 프로세서 중 X 제품군은 측면에 주황색이 들어가 있다. 라이젠 7과 동일하게 X 제품인 라이젠 5 1600X는 선택적으로 140W까지 대응하는 번들 쿨러인 레이스 맥스 쿨러가 포함되었으며, 라이젠 5 1500X는 80W까지 대응하는 번들 쿨러인 레이스 스파이어(LED 미탑재)가 포함되었다. 논 X 제품인 라이젠 5 1600은 80W까지 대응하는 번들 쿨러로 레이스 스텔스(LED 미탑재)가 포함되었으며, 라이젠 5 1400은 65W까지 대응하는 번들 쿨러인 레이스 스텔스가 포함되었다. 라이젠 5는 2017년 4월 11일에 출시되었다.

#### 라이젠 3
라이젠 3(Ryzen 3)는 2종의 4 코어 4 스레드로 개발되었으며, 경쟁작은 인텔 코어 i3이다. AMD는 라이젠 3가 여전히 배수락이 해재되어 오버클럭이 가능하며, 시장의 인기 있는 애플리케이션과 VR을 지원한다고 밝혔다. 라이젠 3는 1080p 해상도의 오버워치, 톰 클랜시의 디비전, 그리고 도타 2 최소 프레임에서 경쟁작 인텔 코어 i3 7300를 각각 10% 이상 더 빠르다고 했다.경쟁작보다 게이밍 성능이 밀리지 않으면서 비디오 렌더링과 콘텐츠 크리에이팅에서 우위를 점하고 있으며, 더 많은 코어 수와 스레드 수를 지원하면서도 가격은 더 저렴하다고 밝혔다. 라이젠 7과 라이젠 5과 동일한 제품 패키징을 따라가고 있으며, 라이젠 3의 프로세서 중 X 제품군은 측면에 주황색이 들어가 있다. 다만, 쿨러는 기종에 상관없이 X 제품인 라이젠 3 1300X와 논 X 제품인 라이젠 3 1200 둘 다 동일하게 65W까지 대응하는 번들 쿨러인 레이스 스파이어가 포함되었다. 라이젠 3는 2017년 7월 27일에 출시되었다.

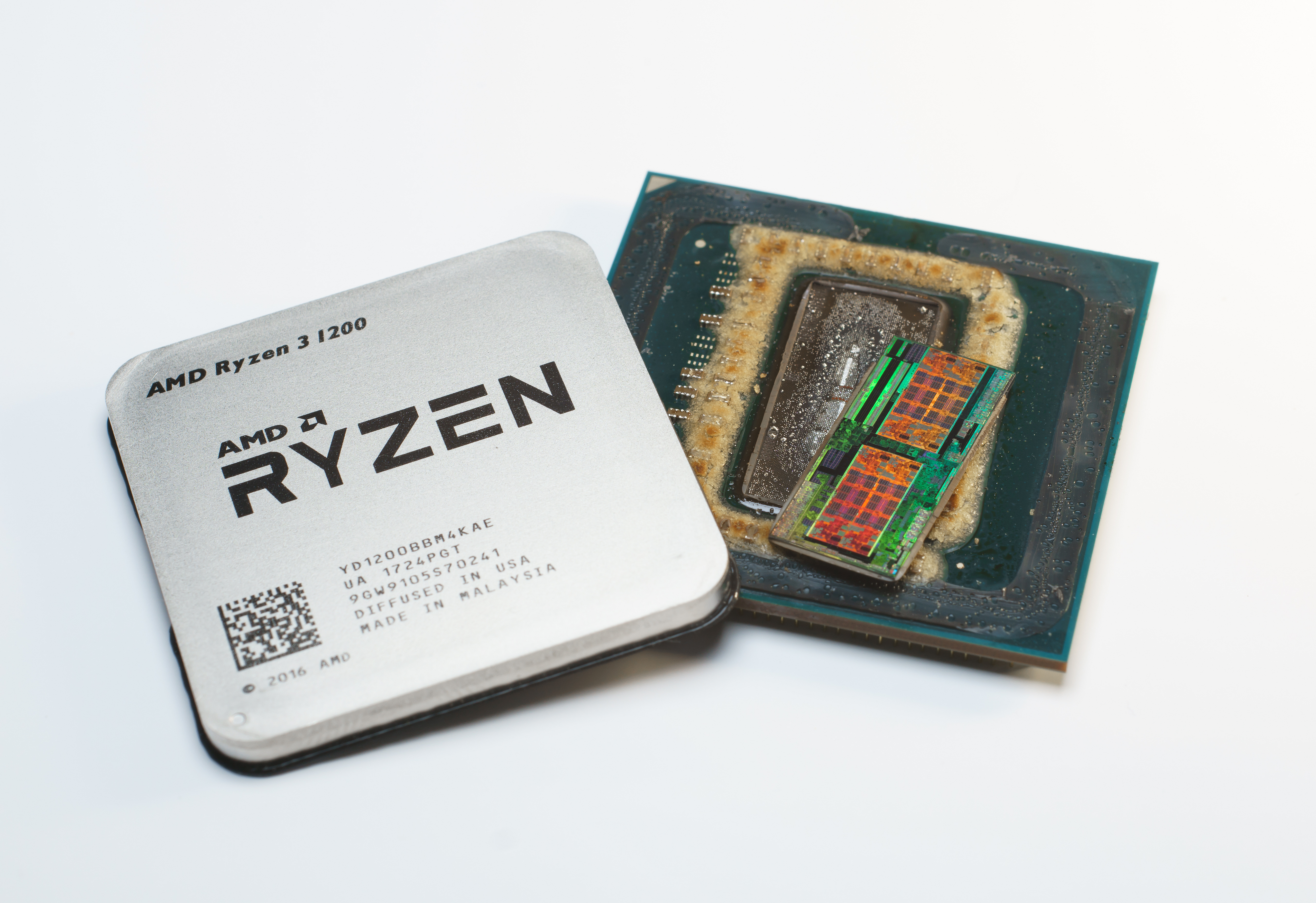
라이젠의 구조

### 라이젠 프로 (기업/OEM용 데스크탑)
라이젠 프로(Ryzen Pro)는 AMD가 라이젠을 기반으로 개발한 기업과 OEM을 위한 전용 프로세서 라인업이며, 인텔의 vPro 라인업에 대응한다. 라이젠 프로는 라이젠과 성능에서 큰 차이를 보이지 않는다. 하지만, 라이젠과는 달리 라이젠 프로 전용으로 기업 보안 솔루션과 품질 보증이 강화되었다. Cortex A5 코어를 내장해 ARM Trustzone 기술을 지원하며, 안전 부팅, FTPM, AES, 윈도우 10 엔터프라이즈 보안 등의 보안 기술을 탑재했다. 그리고 기업과 OEM이 받을 수 있는 품질 보증 기간을 36개월로 지정해 라이젠 대비 3배 더 많은 보증 기간을 받을 수 있다. 라이젠 프로 라인업은 라이젠의 일부 모델만을 적용시켰다.

### 라이젠 (APU)
AMD는 레이븐 릿지 젠 구동 APU를 2018년 2월 12일에 출시하였다. APU는 AMD에서 내장그래픽을 탑제한 CPU를 지칭하는 말으로 CPU에 GPU가 내장되어있는 형태이다 라이젠 APU는 고사양 게이머들을 위한 것이 아니라 실속파를 겨냥한 저전력 APU로 분류되어, 미국 휴렛팩커드(HP)를 비롯한, 레노버, 델 등 다양한 제조사에서 라이젠 APU가 탑재된 PC를 출시한 바 있다.
라이젠 5
라이젠 5 2400G(Ryzen 5 2400G)는 이름에서 볼 수 있듯이 전작인 라이젠 5 1400의 후속작 CPU이다. 4코어 8쓰레드이며 3.6GHz의 동작속도를 가지고 있다.
라이젠 3
라이젠 3 2200G(Ryzen 3 2200G)는 전작의 라이젠 3 1200에 대응하는 제품이다. 4코어 4쓰레드이며 3.5GHz의 동작속도를 가지고 있다.

#### 라이젠 모바일 APU
라이젠 7 4000 시리즈
- 라이젠 7 4000(Ryzen 7 4000 계열) 시리즈는 프랑스의 화가 이름 '르누아르'를 딴 가속처리장치(APU)이므로, 2020년 상반기에 출시한 동급 최대 옥타 코어이다.

라이젠 5 4000 시리즈
- 라이젠 5 4000(Ryzen 5 4000 계열) 시리즈는 프랑스의 화가 이름 '르누아르'를 딴 가속처리장치(APU)이므로, 2020년 상반기에 출시한 동급 최대 헥사 코어이다.

라이젠 7 5000 시리즈
- 라이젠 7 5000(Ryzen 7 5800U Cezanne)은 프랑스의 화가 이름 '폴 세잔'을 딴 가속처리장치(APU)이므로, 2021년 상반기에 출시하여, 젠 3(Zen 3) 아키텍처을 기반으로 한 동급 최대 옥타 코어이다.
- 라이젠 7 5000(Ryzen 7 5700U Lucienne)은 2021년 상반기에 출시하여, 젠 2(Zen 2) 아키텍처을 기반으로 한 동급 최대 옥타 코어이다.

라이젠 5 5000 시리즈
- 라이젠 5 5600(Ryzen 5 5600 Cezanne)은 프랑스의 화가 이름 '폴 세잔'을 딴 가속처리장치(APU)이므로, 2021년 상반기에 출시하여, 젠 3(Zen 3) 아키텍처을 기반으로 한 동급 최대 헥사 코어이다.
- 라이젠 5 5000(Ryzen 5 5500 Lucienne)은 2021년 상반기에 출시하여, 젠 2(Zen 2) 아키텍처을 기반으로 한 동급 최대 헥사 코어이다.

멀티 GPU

## 라이젠 프로세서 목록

### 소비자용 데스크탑 프로세서

#### 라이젠
AMD는 2017년 2월 22일, 미국 샌프란시스코에서 테크 데이를 개최해 코드명 서밋 릿지로 알려진 라이젠 프로세서들을 공개하였다. 테크 데이에서 인텔의 코어 i7에 대항하는 플래그쉽 라인업인 라이젠 7 라인업을 공개하고 2017년 3월 2일 전세계 동시발매를 공식 발표했다. 이외에도 메인스트림 시장을 노리는 라이젠 5와 엔트리 시장을 노리는 라이젠 3 프로세서는 각각 2분기와 하반기에 출시한다고 밝혔다.
2017년 3월 14일 (현지 시각 기준), AMD는 자사의 유튜브 채널을 통해 2분기에 출시될 것이라고 했던 라이젠 5 라인업을 공개했다. 라이젠 5는 인텔의 코어 i5에 대항하며, 2017년 4월 11일에 전세계 동시발매를 한다. 인텔의 코어 i3에 대항하며 엔트리 시장을 목표로 하는 라이젠 3와 APU 레이븐 릿지는 2017년 하반기에 출시할 것이라고 했다.
2017년 5월 16일, AMD의 연례 행사인 파이낸셜 애널리스트 데이 2017에서 라데온 베가와 옵테론의 뒤를 잊는 새로운 서버용 프로세서인 에픽과 함께 라이젠의 제품 출시 계획을 공개했다. 가장 먼저 인텔 코어 i3에 대응하는 라이젠 3가 3분기에 출시한다고 발표했다. 기업용 시장을 노린 기업용 CPU 라이젠 프로를 출시한다고 밝혔다. 기존의 라이젠 라인업과 동일한 성능에 기업용 보안 강화, 품질 보증 기간 연장 등의 기업용 특화 기능을 추가했다. 데스크탑용은 2017년 하반기에, 노트북용은 2018년 상반기에 출시할 예정이다. 그리고 인텔의 코어 익스트림 라인업에 대응하는 최초의 HEDT 플랫폼인 라이젠 스레드리퍼(Ryzen Threadripper)를 첫공개했다. 스레드리퍼는 16코어 32스레드를 지원하며, 이는 소비자용 프로세서 중 세계 최다 코어 개수이다. 그외에도 쿼드 채널 DDR4 메모리를 지원하며 2017년 여름에 출시한다고 말했다.
2017년 5월 31일, AMD는 대만 타이베이의 컴퓨터 관련 박람회인 컴퓨텍스 2017에서 라이젠 3의 3분기 출시를 다시금 강조했으며, HEDT 플랫폼인 스레드리퍼의 신규 정보가 공개되었다. 스레드리퍼는 알려진 대로 16코어 32스레드를 지원하며 쿼드 채널의 DDR4 메모리를 지원한다. 컴퓨텍스에선 스레드리퍼가 64 레인의 PCI-E 레인과 X399 메인보드를 지원한다는 정보가 공개되었는데, 이는 AMD의 옵테론 후속 서버용 프로세서인 에픽과 동일한 소켓과 사양이다. 이를 통해 AMD CPU 중 소비자용 최초로 LGA 방식의 소켓을 쓴다는 것이 밝혀졌다. 다만 출시일은 여전히 동일하게 2017년 여름으로 발표했다.
2017년 7월 13일. AMD는 자사의 유튜브를 통해 3분기 출시와 여름에 출시한다고 예고했던, 라이젠 3와 라이젠 스레드리퍼의 추가 정보를 공개했다. 라이젠 3는 2종으로 출시되며 4 코어 4 스레드로 개발되었다. 라이젠 3의 경쟁 상대는 인텔의 코어 i3이며, 2017년 7월 27일에 전세계 동시발매를 한다고 밝혔다. 컴퓨텍스 2017에서 다뤄진 라이젠 스레드리퍼의 세부 모델이 공개되었다. 12 코어 24 스레드 모델인 라이젠 스레드리퍼 1920X가 시네벤치 R15에서 2000점을 넘었으며, 16 코어 32 스레드 모델인 라이젠 스레드리퍼 1950X는 3000점을 넘겼다. 이 날 공개된 라이젠 스레드리퍼 2종의 출시가가 공개되었으며, 2017년 8월 초에 출시된다고 밝혔다.
2017년 7월 30일, 미국 로스엔젤레스에서 세계적인 컴퓨터 박람회 중 하나인 SIGGRAPH 2017에서 캡사이신 이벤트를 개최했다. 라데온 베가와 같이 공개된 라이젠 스레드리퍼의 자세한 성능을 공개했다. 라이젠 스레드리퍼는 경쟁작 인텔 코어 i9을 상대로 더 높은 성능과 더 나은 전성비를 기록했다고 밝혔다. 이에 그치지 않고, 앞서 공개된 2종의 스레드리퍼 이외의 새로운 1종인 라이젠 스레드리퍼 1900X를 라인업에 추가했다. 라이젠 스레드리퍼 1900X는 8 코어 16 스레드이며 경쟁작 인텔 코어 i7 7820X를 앞서며, 공개된 출시가 역시 더 저렴하다고 발표했다. 메인보드 시스템인 X399 플랫폼도 같이 공개되었다. 1950X와 1920X는 예정대로 2017년 8월 10일에 출시되며, 새로 공개된 1900X는 2017년 8월 31일에 출시된다고 밝혔다.

##### 라이젠 1000 시리즈
| 목표 세그먼트 | 브랜드                                | 코드네임                  | 아키텍처 | 공정        | 모델  | 폼팩터            | 코어 (스레드) | CPU 클럭 속도 (GHz) | CPU 부스트 클럭 속도 (GHz) | 최대 메모리 클럭 | 최대 채널 수 | 최대 PCI-E 레인 수 | L2 캐시       | L3 캐시 | 배수락 해제 | TDP  | 고효율 XFR | 출시일          | 소켓 | 출시가격 (USD) | 출시가격 (KSW) |
| ------------- | ------------------------------------- | ------------------------- | -------- | ----------- | ----- | ----------------- | ------------- | ------------------- | -------------------------- | ---------------- | ------------ | ------------------ | ------------- | ------- | ----------- | ---- | ---------- | --------------- | ---- | -------------- | -------------- |
| 하이엔드      | 라이젠 스레드리퍼(Ryzen THREADRIPPER) | 화이트헤이븐 (Whitehaven) | 젠       | 14nm FinFET | 1950X | 소비자용 데스크탑 | 16 (32)       | 3.4                 | 4.0                        | DDR4-2666MHz     | 쿼드         | 64                 | 코어 당 512KB | 32MB    | O           | 180W | 4.0+ GHz   | 2017년 8월 10일 | TR4  | $999           | ￦1,387,000    |
| 하이엔드      | 라이젠 스레드리퍼(Ryzen THREADRIPPER) | 화이트헤이븐 (Whitehaven) | 젠       | 14nm FinFET | 1920X | 소비자용 데스크탑 | 12 (24)       | 3.5                 | 4.0                        | DDR4-2666MHz     | 쿼드         | 64                 | 코어 당 512KB | 32MB    | O           | 180W | 4.0+ GHz   | 2017년 8월 10일 | TR4  | $799           | ￦1,104,000    |
| 하이엔드      | 라이젠 스레드리퍼(Ryzen THREADRIPPER) | 화이트헤이븐 (Whitehaven) | 젠       | 14nm FinFET | 1900X | 소비자용 데스크탑 | 8 (16)        | 3.8                 | 4.0                        | DDR4-2666MHz     | 쿼드         | 64                 | 코어 당 512KB | 16 MB   | O           | 180W | 4.0+ GHz   | 2017년 8월 31일 | TR4  | $599           | ￦735,000      |
| 퍼포먼스      | 라이젠 7 (Ryzen 7)                    | 서밋 릿지 (Summit Ridge)  | 젠       | 14nm FinFET | 1800X | 소비자용 데스크탑 | 8 (16)        | 3.6                 | 4.0                        | DDR4-2666MHz     | 듀얼         | 24                 | 코어 당 512KB | 16 MB   | O           | 95W  | 4.0+ GHz   | 2017년 3월 2일  | AM4  | $499           | ￦647,000      |
| 퍼포먼스      | 라이젠 7 (Ryzen 7)                    | 서밋 릿지 (Summit Ridge)  | 젠       | 14nm FinFET | 1700X | 소비자용 데스크탑 | 8 (16)        | 3.4                 | 3.8                        | DDR4-2666MHz     | 듀얼         | 24                 | 코어 당 512KB | 16 MB   | O           | 95W  | 3.8+ GHz   | 2017년 3월 2일  | AM4  | $399           | ￦506,000      |
| 퍼포먼스      | 라이젠 7 (Ryzen 7)                    | 서밋 릿지 (Summit Ridge)  | 젠       | 14nm FinFET | 1700  | 소비자용 데스크탑 | 8 (16)        | 3.0                 | 3.7                        | DDR4-2666MHz     | 듀얼         | 24                 | 코어 당 512KB | 16 MB   | O           | 65W  | 아니요     | 2017년 3월 2일  | AM4  | $329           | ￦425,000      |
| 메인스트림    | 라이젠 5 (Ryzen 5)                    | 서밋 릿지 (Summit Ridge)  | 젠       | 14nm FinFET | 1600X | 소비자용 데스크탑 | 6 (12)        | 3.6                 | 4.0                        | DDR4-2666MHz     | 듀얼         | 24                 | 코어 당 512KB | 16 MB   | O           | 95W  | 4.0+ Ghz   | 2017년 4월 11일 | AM4  | $249           | ￦315,000      |
| 메인스트림    | 라이젠 5 (Ryzen 5)                    | 서밋 릿지 (Summit Ridge)  | 젠       | 14nm FinFET | 1600  | 소비자용 데스크탑 | 6 (12)        | 3.2                 | 3.6                        | DDR4-2666MHz     | 듀얼         | 24                 | 코어 당 512KB | 16 MB   | O           | 65W  | 아니요     | 2017년 4월 11일 | AM4  | $219           | ￦270,000      |
| 메인스트림    | 라이젠 5 (Ryzen 5)                    | 서밋 릿지 (Summit Ridge)  | 젠       | 14nm FinFET | 1500X | 소비자용 데스크탑 | 4 (8)         | 3.5                 | 3.7                        | DDR4-2666MHz     | 듀얼         | 24                 | 코어 당 512KB | 16 MB   | O           | 65W  | 3.7+ GHz   | 2017년 4월 11일 | AM4  | $189           | ￦242,000      |
| 메인스트림    | 라이젠 5 (Ryzen 5)                    | 서밋 릿지 (Summit Ridge)  | 젠       | 14nm FinFET | 1400  | 소비자용 데스크탑 | 4 (8)         | 3.2                 | 3.6                        | DDR4-2666MHz     | 듀얼         | 24                 | 코어 당 512KB | 8 MB    | O           | 65W  | 아니요     | 2017년 4월 11일 | AM4  | $169           | ￦214,000      |
| 엔트리        | 라이젠 3 (Ryzen 3)                    | 서밋 릿지 (Summit Ridge)  | 젠       | 14nm FinFET | 1300X | 소비자용 데스크탑 | 4 (4)         | 3.5                 | 3.7                        | DDR4-2666MHz     | 듀얼         | 24                 | 코어 당 512KB | 8 MB    | O           | 95W  | 3.8+ GHz   | 2017년 7월 27일 | AM4  | $139           | ￦172,000      |
| 엔트리        | 라이젠 3 (Ryzen 3)                    | 서밋 릿지 (Summit Ridge)  | 젠       | 14nm FinFET | 1200  | 소비자용 데스크탑 | 4 (4)         | 3.1                 | 3.4                        | DDR4-2666MHz     | 듀얼         | 24                 | 코어 당 512KB | 8 MB    | O           | 65W  | 아니요     | 2017년 7월 27일 | AM4  | $109           | ￦143,000      |

##### 라이젠 2000 시리즈
| 모델                      | 출시일 및 가격           | 코어 (스레드) | 클럭 속도 (GHz) | 클럭 속도 (GHz) | 캐시       | 캐시             | 캐시   | 소켓   | PCI 익스프레스 레인 | 메모리 지원         | TDP    |
| 모델                      | 출시일 및 가격           | 코어 (스레드) | 기본            | PB2             | L1         | L2               | L3     | 소켓   | PCI 익스프레스 레인 | 메모리 지원         | TDP    |
| 엔트리                    | 엔트리                   | 엔트리        | 엔트리          | 엔트리          | 엔트리     | 엔트리           | 엔트리 | 엔트리 | 엔트리              | 엔트리              | 엔트리 |
| ------------------------- | ------------------------ | ------------- | --------------- | --------------- | ---------- | ---------------- | ------ | ------ | ------------------- | ------------------- | ------ |
| Ryzen 3 2300X             | 2018년 9월 11일 OEM      | 4 (4)         | 3.5             | 4.0             | 알 수 없음 | 512 KB 코어 당   | 8 MB   | AM4    | 24                  | DDR4-2933 듀얼 채널 | 65 W   |
| 메인스트림                |                          |               |                 |                 |            |                  |        |        |                     |                     |        |
| Ryzen 5 2500X             | 2018년 9월 11일 OEM      | 4 (8)         | 3.6             | 4.0             | 알 수 없음 | 512 KB 코어 당   | 8 MB   | AM4    | 24                  | DDR4-2933 듀얼 채널 | 65 W   |
| Ryzen 5 2600E             | 2018년 9월 11일 ?        | 6 (12)        | 3.1             | 4.0             | 알 수 없음 | 512 KB 코어 당   | 16 MB  | AM4    | 24                  | DDR4-2666 듀얼 채널 | 45 W   |
| Ryzen 5 2600              | 2018년 4월 19일 US $199  | 6 (12)        | 3.4             | 3.9             | 알 수 없음 | 512 KB 코어 당   | 16 MB  | AM4    | 24                  | DDR4-2933 듀얼 채널 | 65 W   |
| Ryzen 5 2600X             | 2018년 4월 19일 US $229  | 6 (12)        | 3.6             | 4.2             | 알 수 없음 | 512 KB 코어 당   | 16 MB  | AM4    | 24                  | DDR4-2933 듀얼 채널 | 95 W   |
| 퍼포먼스                  |                          |               |                 |                 |            |                  |        |        |                     |                     |        |
| Ryzen 7 2700E             | 2018년 9월 11일 OEM      | 8 (16)        | 2.8             | 4.0             | 알 수 없음 | 512 KB (코어 당) | 16 MB  | AM4    | 24                  | DDR4-2666 듀얼 채널 | 45 W   |
| Ryzen 7 2700              | 2018년 4월 19일 US $299  | 8 (16)        | 3.2             | 4.1             | 알 수 없음 | 512 KB (코어 당) | 16 MB  | AM4    | 24                  | DDR4-2933 듀얼 채널 | 65 W   |
| Ryzen 7 PRO 2700X         | 2018년 9월 6일 OEM       | 8 (16)        | 3.6             | 4.1             | 알 수 없음 | 512 KB (코어 당) | 16 MB  | AM4    | 24                  | DDR4-2933 듀얼 채널 | 105 W  |
| Ryzen 7 2700X             | 2018년 4월 19일 US $329  | 8 (16)        | 3.7             | 4.3             | 알 수 없음 | 512 KB (코어 당) | 16 MB  | AM4    | 24                  | DDR4-2933 듀얼 채널 | 105 W  |
| 하이엔드 데스크톱 (HEDT)  |                          |               |                 |                 |            |                  |        |        |                     |                     |        |
| Ryzen Threadripper 2920X  | 2018년 10월 US $649      | 12 (24)       | 3.5             | 4.3             | 알 수 없음 | 512 KB 코어 당   | 32 MB  | TR4    | 64                  | DDR4-2933 쿼드 채널 | 180 W  |
| Ryzen Threadripper 2950X  | 2018년 8월 31일 US $899  | 16 (32)       | 3.5             | 4.4             | 알 수 없음 | 512 KB 코어 당   | 32 MB  | TR4    | 64                  | DDR4-2933 쿼드 채널 | 180 W  |
| Ryzen Threadripper 2970WX | 2018년 10월 US $1299     | 24 (48)       | 3.0             | 4.2             | 알 수 없음 | 512 KB 코어 당   | 64 MB  | TR4    | 64                  | DDR4-2933 쿼드 채널 | 250 W  |
| Ryzen Threadripper 2990WX | 2018년 8월 13일 US $1799 | 32 (64)       | 3.0             | 4.2             | 알 수 없음 | 512 KB 코어 당   | 64 MB  | TR4    | 64                  | DDR4-2933 쿼드 채널 | 250 W  |

1. ↑  AMD defines 1 kilobyte (KB) as 1024 bytes, and 1 megabyte (MB) as 1024 kilobytes.[47]
2. ↑  PCIe lane count includes 4 lanes used for connectivity to the chipset.[48]
3. 1 2 3  Model also available as PRO variant for OEMs, which may offer additional features not listed in this table. PRO models were released by AMD on 2018년 9월 6일.[52]

##### 라이젠 3000 시리즈
| 모델                     | 출시일 & 가격          | 코어 (스레드) | 클럭 속도 (GHz) | 클럭 속도 (GHz) | 캐시             | 캐시              | 캐시       | 소켓       | PCI 익스프레스 레인 | 메모리 지원         | TDP        |
| 모델                     | 출시일 & 가격          | 코어 (스레드) | 베이스          | 부스트          | L1               | L2                | L3         | 소켓       | PCI 익스프레스 레인 | 메모리 지원         | TDP        |
| 메인스트림               | 메인스트림             | 메인스트림    | 메인스트림      | 메인스트림      | 메인스트림       | 메인스트림        | 메인스트림 | 메인스트림 | 메인스트림          | 메인스트림          | 메인스트림 |
| ------------------------ | ---------------------- | ------------- | --------------- | --------------- | ---------------- | ----------------- | ---------- | ---------- | ------------------- | ------------------- | ---------- |
| Ryzen 5 3600             | 2019년 7월 7일 US $199 | 6 (12)        | 3.6             | 4.2             | 64 KiB (코어 당) | 512 KiB (코어 당) | 32 MiB     | AM4        | 24                  | DDR4-3200 듀얼 채널 | 65 W       |
| Ryzen 5 3600X            | 2019년 7월 7일 US $249 | 6 (12)        | 3.8             | 4.4             | 64 KiB (코어 당) | 512 KiB (코어 당) | 32 MiB     | AM4        | 24                  | DDR4-3200 듀얼 채널 | 95 W       |
| 퍼포먼스                 |                        |               |                 |                 |                  |                   |            |            |                     |                     |            |
| Ryzen 7 3700X            | 2019년 7월 7일 US $329 | 8 (16)        | 3.6             | 4.4             | 64 KiB (코어 당) | 512 KiB (코어 당) | 32 MiB     | AM4        | 24                  | DDR4-3200 듀얼 채널 | 65 W       |
| Ryzen 7 3800X            | 2019년 7월 7일 US $399 | 8 (16)        | 3.9             | 4.5             | 64 KiB (코어 당) | 512 KiB (코어 당) | 32 MiB     | AM4        | 24                  | DDR4-3200 듀얼 채널 | 105 W      |
| 하이엔드 데스크탑 (HEDT) |                        |               |                 |                 |                  |                   |            |            |                     |                     |            |
| Ryzen 9 3900X            | 2019년 7월 7일 US $499 | 12 (24)       | 3.8             | 4.6             | 64 KiB (코어 당) | 512 KiB (코어 당) | 64 MiB     | AM4        | 24                  | DDR4-3200 듀얼 채널 | 105 W      |
| Ryzen 9 3950X            | Sep, 2019 US $749      | 16 (32)       | 3.5             | 4.7             | 64 KiB (코어 당) | 512 KiB (코어 당) | 64 MiB     | AM4        | 24                  | DDR4-3200 듀얼 채널 | 105 W      |

1. ↑  AMD advertises cache numbers with "KB" and "MB", but defines these to be the values of KiB and MiB, i.e, 1 kilobyte (KB) as 1024 bytes, and 1 megabyte (MB) as 1024 kilobytes.[47]

##### 라이젠 5000 시리즈
| 브랜드             | 코드네임         | 모델        | 아키텍처    | 공정        | 소켓        | 폼팩터            | 코어(스레드) | CPU 베이스 클럭(CPU 부스트 클럭) (GHz) | 메모리 지원  | L2 캐시     | L3 캐시     | 배수락 해제 | TDP         | 출시 날짜       |             |
| 메인 스트림        | 메인 스트림      | 메인 스트림 | 메인 스트림 | 메인 스트림 | 메인 스트림 | 메인 스트림       | 메인 스트림  | 메인 스트림                            | 메인 스트림  | 메인 스트림 | 메인 스트림 | 메인 스트림 | 메인 스트림 | 메인 스트림     | 메인 스트림 |
| ------------------ | ---------------- | ----------- | ----------- | ----------- | ----------- | ----------------- | ------------ | -------------------------------------- | ------------ | ----------- | ----------- | ----------- | ----------- | --------------- | ----------- |
| 라이젠 5 (Ryzen 5) | 버미어 (Vermeer) | 5600X       | ZEN 3       | 7nm FinFET  | AM4         | 소비자용 데스크탑 | 6 (12)       | 3.7GHz(4.6GHz)                         | DDR4 3200MHz | 3MB         | 32MB        | O           | 65W         | 2020년 5월 11일 |             |
| 퍼포먼스           |                  |             |             |             |             |                   |              |                                        |              |             |             |             |             |                 |             |
| 라이젠 7 (Ryzen 7) | 버미어 (Vermeer) | 5800X       | ZEN 3       | 7nm FinFET  | AM4         | 소비자용 데스크탑 | 8 (16)       | 3.8GHz (4.7GHz)                        | DDR4 3200MHz | 4MB         | 32MB        | O           | 105W        | 2020년 5월 11일 |             |
| 하이엔드 데스크탑  |                  |             |             |             |             |                   |              |                                        |              |             |             |             |             |                 |             |
| 라이젠 9 (Ryzen 9) | 버미어 (Vermeer) | 5900X       | ZEN 3       | 7nm FinFET  | AM4         | 소비자용 데스크탑 | 12 (24)      | 3.7GHz (4.8GHz)                        | DDR4 3200MHz | 6MB         | 64MB        | O           | 105W        | 2020년 5월 11일 |             |
| 라이젠 9 (Ryzen 9) | 버미어 (Vermeer) | 5950X       | ZEN 3       | 7nm FinFET  | AM4         | 소비자용 데스크탑 | 16 (32)      | 3.4GHz (4.9GHz)                        | DDR4 3200MHz | 8MB         | 64MB        | O           | 105W        | 2020년 5월 11일 |             |

#### 라이젠 (APU)
APU 제품들이 라이젠 G 시리즈에 속한다

##### 라이젠 5000 G 시리즈
| 브랜드             | 코드네임       | 모델        | 공정        | 소켓        | 폼팩터            | 코어(스레드) | CPU 베이스 클럭(CPU 부스트 클럭) (GHz) | 메모리 지원  | L2 캐시     | L3 캐시     | 배수락 해제 | TDP         | 출시 날짜       |
| 메인 스트림        | 메인 스트림    | 메인 스트림 | 메인 스트림 | 메인 스트림 | 메인 스트림       | 메인 스트림  | 메인 스트림                            | 메인 스트림  | 메인 스트림 | 메인 스트림 | 메인 스트림 | 메인 스트림 | 메인 스트림     |
| ------------------ | -------------- | ----------- | ----------- | ----------- | ----------------- | ------------ | -------------------------------------- | ------------ | ----------- | ----------- | ----------- | ----------- | --------------- |
| 라이젠 5 (Ryzen 5) | 세잔 (Cezanne) | 5600G       | 7nm FinFET  | AM4         | 소비자용 데스크탑 | 6 (12)       | 3.9GHz(4.4GHz)                         | DDR4 3200MHz | 3MB         | 16MB        | O           | 65W         | 2021년 4월 13일 |
| 퍼포먼스           |                |             |             |             |                   |              |                                        |              |             |             |             |             |                 |
| 라이젠 7 (Ryzen 7) | 세잔 (Cezanne) | 5700G       | 7nm FinFET  | AM4         | 소비자용 데스크탑 | 8 (16)       | 3.8GHz (4.6GHz)                        | DDR4 3200MHz | 4MB         | 16MB        | O           | 65W         | 2021년 4월 13일 |

### 기업/OEM용 데스크탑 프로세서

#### 라이젠 프로
2017년 6월 29일, AMD는 라이젠을 기반으로 한 기업/OEM용 CPU 라인업인 라이젠 프로의 상세 정보를 공개했다. 성능은 기반으로 한 라이젠과 동일하며, 보안 기능과 품질 보증 기간이 강화되었다. 발매일은 여전히 데스크탑을 목표로 하는 라이젠 프로는 2017년 하반기, 노트북을 목표로 하는 라이젠 프로 모바일은 2018년 하반기에 출시한다고 발표했다.

##### 라이젠 프로 1000 시리즈
| 목표 세그먼트 | 브랜드      | 모델  | 폼팩터              | 코어 (스레드) | CPU 클럭 속도 (GHz) | CPU 부스트 클럭 속도 (GHz) | L2 캐시       | L3 캐시 | 메모리 지원                     | 배수락 해제 | 소켓 | 안전 부팅 | 센스MI | 출시일        |
| ------------- | ----------- | ----- | ------------------- | ------------- | ------------------- | -------------------------- | ------------- | ------- | ------------------------------- | ----------- | ---- | --------- | ------ | ------------- |
| 하이엔드      | Ryzen Pro 7 | 1700X | 기업/OEM용 데스크탑 | 8 (16)        | 3.4                 | 3.8                        | 코어 당 512KB | 16 MB   | DDR4 SDRAM (2933MHz) (듀얼채널) | 해제됨      | AM4  | 예        | 예     | 2017년 하반기 |
| 하이엔드      | Ryzen Pro 7 | 1700  | 기업/OEM용 데스크탑 | 8 (16)        | 3.0                 | 3.7                        | 코어 당 512KB | 16 MB   | DDR4 SDRAM (2933MHz) (듀얼채널) | 해제됨      | AM4  | 예        | 예     | 2017년 하반기 |
| 메인스트림    | Ryzen Pro 5 | 1600  | 기업/OEM용 데스크탑 | 6 (12)        | 3.2                 | 3.6                        | 코어 당 512KB | 16 MB   | DDR4 SDRAM (2933MHz) (듀얼채널) | 해제됨      | AM4  | 예        | 예     | 2017년 하반기 |
| 메인스트림    | Ryzen Pro 5 | 1500  | 기업/OEM용 데스크탑 | 4 (8)         | 3.5                 | 3.7                        | 코어 당 512KB | 16 MB   | DDR4 SDRAM (2933MHz) (듀얼채널) | 해제됨      | AM4  | 예        | 예     | 2017년 하반기 |
| 엔트리        | Ryzen Pro 3 | 1300  | 기업/OEM용 데스크탑 | 4 (4)         | 3.5                 | 3.7                        | 코어 당 512KB | 8 MB    | DDR4 SDRAM (2933MHz) (듀얼채널) | 해제됨      | AM4  | 예        | 예     | 2017년 하반기 |
| 엔트리        | Ryzen Pro 3 | 1200  | 기업/OEM용 데스크탑 | 4 (4)         | 3.1                 | 3.4                        | 코어 당 512KB | 8 MB    | DDR4 SDRAM (2933MHz) (듀얼채널) | 해제됨      | AM4  | 예        | 예     | 2017년 하반기 |

##### 라이젠 프로 2000 시리즈
| 목표 세그먼트 | 브랜드      | 모델  | 폼팩터              | 코어 (스레드) | CPU 클럭 속도 (GHz) | CPU 부스트 클럭 속도 (GHz) | L2 캐시       | L3 캐시 | 메모리 지원                     | 배수락 해제 | 소켓 | 안전 부팅 | 센스MI | 출시일 |
| ------------- | ----------- | ----- | ------------------- | ------------- | ------------------- | -------------------------- | ------------- | ------- | ------------------------------- | ----------- | ---- | --------- | ------ | ------ |
| 하이엔드      | Ryzen Pro 7 | 2700X | 기업/OEM용 데스크탑 | 8 (16)        | 3.6                 | 4.1                        | 코어 당 512KB | 16 MB   | DDR4 SDRAM (2933MHz) (듀얼채널) | 해제됨      | AM4  | 예        | 예     | 2018년 |
| 하이엔드      | Ryzen Pro 7 | 2700  | 기업/OEM용 데스크탑 | 8 (16)        | 3.2                 | 4.1                        | 코어 당 512KB | 16 MB   | DDR4 SDRAM (2933MHz) (듀얼채널) | 해제됨      | AM4  | 예        | 예     | 2018년 |
| 메인스트림    | Ryzen Pro 5 | 2600  | 기업/OEM용 데스크탑 | 6 (12)        | 3.2                 | 3.9                        | 코어 당 512KB | 16 MB   | DDR4 SDRAM (2933MHz) (듀얼채널) | 해제됨      | AM4  | 예        | 예     | 2018년 |

##### 라이젠 프로 4000 시리즈
라이젠 프로 4000 시리즈는 다른 라이젠 프로 제품들과는 다르게 내장그래픽을 탑제한 형태로 출시되었다.
| 브랜드             | 코드네임          | 모델   | 아키텍처 | 공정       | 소켓   | 폼팩터            | 코어(스레드) | CPU 베이스 클럭(CPU 부스트 클럭) (GHz) | 메모리 지원  | L3 캐시 | 배수락 해제 | TDP    |        |        |        |
| 엔트리             | 엔트리            | 엔트리 | 엔트리   | 엔트리     | 엔트리 | 엔트리            | 엔트리       | 엔트리                                 | 엔트리       | 엔트리  | 엔트리      | 엔트리 | 엔트리 | 엔트리 | 엔트리 |
| ------------------ | ----------------- | ------ | -------- | ---------- | ------ | ----------------- | ------------ | -------------------------------------- | ------------ | ------- | ----------- | ------ | ------ | ------ | ------ |
| 라이젠 3 (Ryzen 3) | 르누아르 (Renoir) | 4350G  | ZEN 2    | 7nm FinFET | AM4    | 소비자용 데스크탑 | 4 (8)        | 3.8GHz(4.0GHz)                         | DDR4 3200MHz | 4MB     | O           | 65W    |        |        |        |
| 메인스트림         |                   |        |          |            |        |                   |              |                                        |              |         |             |        |        |        |        |
| 라이젠 5 (Ryzen 5) | 르누아르 (Renoir) | 4650G  | ZEN 2    | 7nm FinFET | AM4    | 소비자용 데스크탑 | 6 (12)       | 3.7GHz (4.2GHz)                        | DDR4 3200MHz | 8MB     | O           | 65W    |        |        |        |
| 퍼포먼스           |                   |        |          |            |        |                   |              |                                        |              |         |             |        |        |        |        |
| 라이젠 7 (Ryzen 7) | 르누아르 (Renoir) | 4750G  | ZEN 2    | 7nm FinFET | AM4    | 소비자용 데스크탑 | 8 (16)       | 3.6GHz (4.4GHz)                        | DDR4 3200MHz | 8MB     | O           | 65W    |        |        |        |

## 기타

### 칩셋
AMD의 AM4 소켓 라이젠 프로세서는 새로운 300 시리즈 칩셋을 사용한다. AM4 플랫폼은 9개의 칩셋이 있으며 여기에는 X370,X470,X570,B450, B350, A320, X300, A300, B300이 포함된다.
| 칩셋 | 대상 시장  | 대상 폼 팩터 | 오버클럭 | SATA RAID 지원 | 메모리 지원 | 듀얼 8레인 PCIe 슬롯 |
| ---- | ---------- | ------------ | -------- | -------------- | ----------- | -------------------- |
| X370 | 하이엔드   | ATX          | 예       | 0, 1, 10       | DDR4        | 예                   |
| B350 | 메인스트림 | ATX          | 예       | 0, 1, 10       | DDR4        | 아니요               |
| A320 | 메인스트림 | ATX          | 아니요   | 0, 1, 10       | DDR4        | 아니요               |
| X300 | 하이엔드   | ITX          | 예       | 0, 1           | DDR4        | 예                   |
| A300 | 메인스트림 | ITX          | 아니요   | 0, 1           | DDR4        | 아니요               |
| B300 | 메인스트림 | ITX          | 아니요   | 0, 1           | DDR4        | 아니요               |

### 번들 쿨러
AMD는 2016년 1월, 기존의 번들 쿨러를 대체하는 레이스 쿨러를 공개하였다. 140W까지 대응하며, 기존의 쿨러 대비 방열판을 24% 늘리고, 공기 흐름을 34%까지 개선시켜 소음을 10dB까지 낮췄다. 레이스 쿨러는 차세대 규격 소켓 AM4부터 AM3+, FM2까지 지원한다. AMD는 2016년 하반기부터 고성능 제품을 시작으로 순차적으로 제공한다 했으며, AMD FX 라인업에 먼저 적용했다. 2017년, AMD는 라이젠의 발매와 함께 95W와 65W를 대응할 수 있는 새로운 쿨러 라인업을 공개했다. 일부 쿨러는 LED가 탑재되어 커스터마이징이 가능하다고 밝혔다. 라이젠 7부터 적용되며, 라이젠의 기종에 따라서 선택되는 쿨러가 다르게 적용된다고 밝혔다. 2017년 7월 27일, 라이젠 3와 데스크톱탑용 7세대 AMD APU 브리스톨 릿지와 애슬론 X4와 함께 140W까지 대응하는 번들 쿨러인 레이스 맥스의 단독 판매를 시작했다.
2018년, 라이젠 2000 시리즈의 출시와 함께, 새로운 번들 쿨러인 레이스 프리즘 쿨러가 공개되었다.
| 쿨러                           | 대응 TDP (W) | 적용 모델                                                      | LED 탑재 | 출시가 (USD) |
| ------------------------------ | ------------ | -------------------------------------------------------------- | -------- | ------------ |
| 레이스 리퍼 (Wraith RIPPER)    | 250          | 라이젠 스레드리퍼 전 모델 대응                                 | O        |              |
| 레이스 프리즘 (Wraith PRISM)   | 125          | 라이젠 7 2700X, 라이젠 7 3700X, 라이젠 7 3800X, 라이젠 9 3900X | O        |              |
| 레이스 맥스 (Wraith Max)       | 125          | 라이젠 7 1800X, 라이젠 7 1700X, 라이젠 5 1600X                 | O        | $59          |
| 레이스 스파이어 (Wraith Spire) | 95           | 라이젠 7 1700                                                  | O        | 출시 안함    |
| 레이스 스파이어 (Wraith Spire) | 80           | 라이젠 5 1600, 라이젠 5 1500X                                  | 아니오   | 출시 안함    |
| 레이스 스텔스 (Wraith Stealth) | 65           | 라이젠 5 1400, 라이젠 3 1300X, 라이젠 3 1200                   | 아니오   | 출시 안함    |

## 같이 보기
- AMD 마이크로프로세서 목록
- 젠 (마이크로아키텍처)
- 젠+
- AMD FX
- 카비레이크